# Manual
Manual (баланс, произносится «мэньюал») — езда на двух парных колёсах скейтборда или на заднем/переднем колесе велосипеда, не касаясь земли остальными колёсами. Часто исполняется в качестве связки нескольких трюков, например kickflip to manual shove it out на скейте или manual to tailwhip на велосипеде.

## Разновидности
- Nose Manual — баланс на передних колесах;
- Switch Manual, Fakie Manual — баланс в Switch или Fakie-стойке
- Wheelie — баланс на одном заднем колесе скейтборда. Для велосипедиста Wheelie — езда на заднем колесе, удерживая баланс задним тормозом и подкруткой педалей. Собственно же manual — удержание равновесия исключительно телом, педали при этом не крутятся.
- Nose wheelie — баланс на одном переднем колесе скейтборда или велосипеда;
- One foot manual — баланс на двух колесах, причём на скейтборде находится только одна нога.